# Valor eficaz

Valor eficaz (V_{RMS}) de una onda sinusoidal

Se denomina valor eficaz al valor cuadrático medio de una magnitud eléctrica. El concepto de valor eficaz se utiliza especialmente para estudiar las formas de onda periódicas, a pesar de ser aplicable a todas las formas de onda, constantes o no. En ocasiones se denomina con el extranjerismo RMS (del inglés, root mean square).

## Definición
El valor eficaz de la intensidad i(t) es el valor cuadrático medio:
{\displaystyle I_{\rm {ef}}={\sqrt {{1 \over {T}}{\int \limits _{t_{0}}^{t_{0}+T}{i^{2}(t)}\,dt}}}}
donde:
{\displaystyle T} es el periodo de la señal.
Análogamente, el valor eficaz de la tensión es:
{\displaystyle V_{\rm {ef}}={\sqrt {{1 \over {T}}{\int \limits _{t_{0}}^{t_{0}+T}{v^{2}(t)}\,dt}}}}

## Significado físico
El significado físico del valor eficaz es designar el valor de una corriente rigurosamente constante que al circular sobre una determinada resistencia óhmica produciría los mismos efectos caloríficos que dicha corriente variable. De este modo, se establece un paralelismo entre cualquier tipo de corriente variable y la corriente continua que simplifica los cálculos con esta última.
En ocasiones es importante conocer la potencia media disipada en una resistencia eléctrica cuando la corriente no es constante. La potencia media disipada es:
{\displaystyle P_{\rm {med}}={1 \over {\Delta }t}{\int _{t_{0}}^{t_{0}+{\Delta }t}{v(t)\ i(t)}\,dt}}
Cuando dicha corriente es periódica, y teniendo en cuenta la ley de Ohm:
{\displaystyle P_{\rm {med}}={1 \over {T}}{\int _{t_{0}}^{t_{0}+T}{R\ i^{2}(t)}\,dt}}
Que, por la definición de valor eficaz, es igual que:
{\displaystyle P_{\rm {med}}=I_{\rm {ef}}^{2}\ R}

## Valor eficaz para formas de onda comunes
Para formas de onda periódicas donde hay una frecuencia definida, el valor eficaz es independiente de dicha frecuencia.
| Forma de onda | Forma de onda                         | Fórmula | Valor eficaz                                    |
| ------------- | ------------------------------------- | --- | ----------------------------------------------- |
|               | Corriente continua, constante         | {\displaystyle y=A_{0}\,} | {\displaystyle A_{0}\,}                         |
|               | Onda sinusoidal                       | {\displaystyle y=A_{1}\sin(2\pi ft)\,} | {\displaystyle {\frac {A_{1}}{\sqrt {2}}}}      |
|               | Onda sinusoidal modificada            | {\displaystyle y={\begin{cases}0&\operatorname {frac} (ft)<0.25\\A_{1}&0.25<\operatorname {frac} (ft)<0.5\\0&0.5<\operatorname {frac} (ft)<0.75\\-A_{1}&\operatorname {frac} (ft)>0.75\end{cases}}} | {\displaystyle {\frac {A_{1}}{\sqrt {2}}}}      |
|               | Onda cuadrada                         | {\displaystyle y={\begin{cases}A_{1}&\operatorname {frac} (ft)<0.5\\-A_{1}&\operatorname {frac} (ft)>0.5\end{cases}}}                                                                               | {\displaystyle A_{1}\,}                         |
|               | Onda cuadrada con componente continua | {\displaystyle y=A_{0}+{\begin{cases}A_{1}&\operatorname {frac} (ft)<0.5\\-A_{1}&\operatorname {frac} (ft)>0.5\end{cases}}}                                                                         | {\displaystyle {\sqrt {A_{0}^{2}+A_{1}^{2}}}\,} |
|               | Tren de pulsos                        | {\displaystyle y={\begin{cases}A_{1}&\operatorname {frac} (ft)<D\\0&\operatorname {frac} (ft)>D\end{cases}}}                                                                                        | {\displaystyle A_{1}{\sqrt {D}}} Ver Nota       |
|               | Onda triangular                       | {\displaystyle y=\left\|2A_{1}\operatorname {frac} (ft)-A_{1}\right\|} | {\displaystyle A_{1} \over {\sqrt {3}}}         |
|               | Onda en dientes de sierra             | {\displaystyle y=2A_{1}\operatorname {frac} (ft)-A_{1}\,} | {\displaystyle A_{1} \over {\sqrt {3}}}         |
|               | Tensión de fase a fase                | {\displaystyle y=A_{1}\sin(t)-A_{1}\sin \left(t-{\frac {2\pi }{3}}\right)\,} | {\displaystyle A_{1}{\sqrt {\frac {3}{2}}}}     |

Nota: Donde D, está expresada en "por unidad" del periodo T  (D = t/T).

### Combinaciones de ondas
Un caso bastante común es una onda periódica que contiene componente de continua. En ese caso, el valor eficaz es (indistintamente para la tensión o la corriente):
{\displaystyle V_{\rm {ef}}={\sqrt {V_{\rm {ef_{CC}}}^{2}+V_{\rm {ef_{CA}}}^{2}}}}
donde {\displaystyle V_{\rm {ef_{CC}}}} es el valor eficaz de la componente continua y {\displaystyle V_{\rm {ef_{CA}}}} es el valor eficaz de la componente alterna.
Generalizando, el valor eficaz de una combinación de ondas, si son ortogonales entre sí, es:
{\displaystyle V_{\rm {ef_{Total}}}={\sqrt {V_{\rm {ef_{1}}}^{2}+V_{\rm {ef_{2}}}^{2}+\dots +V_{\rm {ef_{n}}}^{2}}}}